# 遗传结构
遗传结构為藉由基因多态性分析，把一个大群体分成具有各自遗传共性的小群体，分析小群体发展的时间跨度，和地域分布，及小群体间相互影响的强弱，和亲缘进化关系。